# The Ring Two
The Ring Two (bra: O Chamado 2; prt: The Ring Two - O Aviso, ou The Ring 2 - O Aviso, ou ainda The Ring - O Aviso 2) é um filme estadunidense de 2005, dos gêneros suspense e terror, dirigido por Hideo Nakata, com roteiro de Ehren Kruger, baseado no roteiro escrito por Hiroshi Takahashi para o filme Ringu, de 1998, o qual, por sua vez, se baseou no romance Ringu, de Koji Suzuki.
Trata-se de uma continuação do remake The Ring, de 2002.

## Enredo
Rachel e seu filho Aidan moram agora numa pacata cidade do Oregon, e Rachel trabalha no jornal da cidade. Um dia, na redação, ela fica sabendo de mais uma morte estranha, o que levanta a suspeita de que o círculo de terror a alcançara e começa a fechar sobre ela novamente.

## Elenco
| Ator              | Papel                      |
| ----------------- | -------------------------- |
| Naomi Watts       | Rachel Keller              |
| David Dorfman     | Aidan Keller               |
| Simon Baker       | Max Rourke                 |
| Elizabeth Perkins | Dr. Emma Temple            |
| Gary Cole         | Martin Savide              |
| Sissy Spacek      | Evelyn Borden              |
| Ryan Merriman     | Jake                       |
| Emily VanCamp     | Emily                      |
| Kelly Overton     | Betsy                      |
| James Lesure      | Doctor                     |
| Kelly Stables     | Samara Morgan              |
| Daveigh Chase     | Samara (arquivos em fotos) |
| Cooper Thornton   | Pai de Emily               |
| Marilyn McIntyre  | Mãe de Emily               |
| Jesse Burch       | Repórter                   |

## Recepção
O filme The Ring Two recebeu muitas críticas negativas e teve uma classificação de apenas 20% no Rotten Tomatoes. Metacritic deu ao filme a pontuação de 69 de um total de 100. As principais críticas foram direcionadas ao roteiro do filme, alguns críticos descreveram-no como sendo monótono e com falhas de enredo. O desempenho de Naomi Watts como Rachel Keller foi elogiado pelos críticos.